# Кубок европейских чемпионов по волейболу среди женщин 1977/1978
18-й розыгрыш Кубка европейских чемпионов по волейболу среди женщин проходил с 10 декабря 1977 по 12 февраля 1978 года с участием 16 клубных команд стран-членов Европейской конфедерации волейбола (ЕКВ). Финальный этап был проведён в Райне (ФРГ). Победителем турнира впервые стала команда «Трактор» (Шверин, ГДР).

## Команды-участницы
| Страна       | Команда                               |                           |
| ------------ | ------------------------------------- | ------------------------- |
| Австрия      | «Пост» (Вена)                         | Чемпион Австрии 1977      |
| Бельгия      | «Хермес» (Остенде)                    | Чемпион Бельгии 1977      |
| Венгрия      | НИМ ШЕ (Будапешт)                     | Чемпион Венгрии 1977      |
| ГДР          | «Трактор» (Шверин)                    | Чемпион ГДР 1977          |
| Греция       | «Панатинаикос» (Афины)                | Чемпион Греции 1977       |
| Италия       | «Альцано-Ломбардо» (Альцано-Ломбардо) | Чемпион Италии 1977       |
| Нидерланды   | «Ван Хутен» (Херлен)                  | Чемпион Нидерландов 1977  |
| Польша       | «Старт» (Лодзь)                       | Чемпион Польши 1977       |
| Португалия   | «Лейшойнш» (Матозиньюш)               | Чемпион Португалии 1977   |
| Турция       | «Эджзаджибаши» (Стамбул)              | Чемпион Турции 1977       |
| Финляндия    | «Васама» (Вааса)                      | Чемпион Финляндии 1977    |
| Франция      | «АСПТТ Монпелье» (Монпелье)           | Чемпион Франции 1977      |
| ФРГ          | «УСК Мюнстер» (Мюнстер)               | Чемпион ФРГ 1977          |
| Чехословакия | «Руда Гвезда» (Прага)                 | Чемпион Чехословакии 1977 |
| Швейцария    | «Уни» (Базель)                        | Чемпион Швейцарии 1977    |
| Швеция       | «Соллентуна» (Соллентуна)             | Чемпион Швеции 1977       |
| Югославия    | «Црвена Звезда» (Белград)             | Чемпион Югославии 1977    |

## Система проведения розыгрыша
В турнире принимали участие чемпионы 16 стран-членов ЕКВ. Соревнования состояли из 1/8 и 1/4 финалов плей-офф и финального этапа.
Финальный этап состоял из однокругового турнира с участием четырёх победителей четвертьфинальных пар.
В связи с подготовкой сборной СССР к чемпионату мира 1978 от участия отказался чемпион СССР 1977 и действующий обладатель Кубка «Динамо» (Москва).

## 1/8 финала
10—17.12.1977
 «Трактор» (Шверин) —  «Панатинаикос» (Афины)
10 декабря. 3:0.
17 декабря. 3:0.
 «Ван Хутен» (Херлен) —  НИМ ШЕ (Будапешт)
10 декабря. 0:3 (3:15, 6:15, 10:15).
17 декабря. 0:3 (5:15, 2:15, 11:15).
 «Старт» (Лодзь) —  «АСПТТ Монпелье»
10 декабря. 3:0.
18 декабря. 3:0.
 «Хермес» (Остенде) —  «Альцано-Ломбардо»
10 декабря. 1:3.
17 декабря. 1:3.
 «Уни» (Базель) —  «Лейшойнш» (Матозиньюш)
10 декабря. 3:1.
17 декабря. 3:1 (16:14, 15:3, 12:15, 15:2).
 «Пост» (Вена) —  «УСК Мюнстер»
0:3.
2:3.
 «Црвена Звезда» (Белград) —  «Эджзаджибаши» (Стамбул)
0:3.
0:3 — отказ «Црвены Звезды».
 «Соллентуна» —  «Руда Гвезда» (Прага)
15 декабря. 0:3 (9:15, 5:15, 6:15).
17 декабря. 0:3 (5:15, 10:15, 7:15).

## Четвертьфинал
8—15.01.1978
 «Уни» (Базель) —  НИМ ШЕ (Будапешт)
8 января. 0:3 (5:15, 11:15, 1:15).
14 января. 0:3 (2:15, 0:15, 4:15).
 «УСК Мюнстер» —  «Старт» (Лодзь)
13 января. 3:0.
15 января. 3:0.
 «Руда Гвезда» (Прага) —  «Трактор» (Шверин)
8 января. 1:3 (15:8, 12:15, 11:15, 5:15).
15 января. 2:3 (11:15, 15:11, 2:15, 15:11, 9:15).
 «Эджзаджибаши» (Стамбул) —  «Альцано-Ломбардо»
8 января. 3:2 (13:15, 13:15, 15:0, 15:7, 15:10).
14 января. 0:3.

## Финальный этап
10—12 февраля 1978.  Райне.
Участники:
 «Трактор» (Шверин)

 НИМ ШЕ (Будапешт)

 «Старт» (Лодзь)

 «Альцано-Ломбардо»
Команды-участницы провели однокруговой турнир, по результатам которого определена итоговая расстановка мест.

### Результаты
| М | Команда            | 1   | 2   | 3   | 4   | И | В | П | С/П | О |
| - | ------------------ | --- | --- | --- | --- | - | - | - | --- | - |
| 1 | «Трактор» (Шверин) |     | 3:2 | 3:0 | 3:0 | 3 | 3 | 0 | 9:2 | 6 |
| 2 | НИМ ШЕ (Будапешт)  | 2:3 |     | 3:1 | 3:0 | 3 | 2 | 1 | 8:4 | 5 |
| 3 | «Старт» (Лодзь)    | 0:3 | 1:3 |     | 3:0 | 3 | 1 | 2 | 4:6 | 4 |
| 4 | «Альцано-Ломбардо» | 0:3 | 0:3 | 0:3 |     | 3 | 0 | 3 | 0:9 | 3 |

10 февраля
 НИМ ШЕ —  «Альцано-Ломбардо»
3:0 (15:6, 15:5, 15:11)
 «Трактор» —  «Старт»
3:0 (15:6, 15:2, 15:13)
11 февраля
 НИМ ШЕ —  «Старт»
3:1 (11:15, 15:11, 15:11, 15:11).
 «Трактор» —  «Альцано-Ломбардо» 
3:0 (15:9, 15:1, 15:1).
12 февраля
 «Старт» —  «Альцано-Ломбардо»
3:0 (15:5, 15:5, 15:8).
 «Трактор» —  НИМ ШЕ
3:2 (13:15, 15:5, 15:5, 9:15, 15:7)

### Итоги

#### Положение команд
| «Трактор» (Шверин)    |
| НИМ ШЕ (Будапешт)     |
| «Старт» (Лодзь)       |
| 4. «Альцано-Ломбардо» |

#### Призёры
«Трактор» (Шверин): Ютта Бальстер, Анке Вестендорф, Гудрун Гартнер, Ханнелоре Майнке, Хельга Оффен, Корнелия Рикерт, Карла Роффайс, Мартина Шмидт, Кристиане Гюнтер, Карин Ланген Тренер — Герхард Фиделак.
  НИМ ШЕ (Будапешт): Луция Банхедь-Радо, Илона Бузек-Маклари, Эва Салаи-Шёбек, Каталин Халас-Марчиш, Ирма Анкер, Дьёндь Барди, Маргит Пайер-Салаи, Беата Бернат, Эва Каузал-Чах, Жужа Сабо, Эва Барна. Тренер — Йенё Ковач.
  «Старт» (Лодзь): Ирена Крогульская, Барбара Бельджиньская, Калишка, Чесна, Карасинская, Мариновская, Корчиньская, Гибка, Зволиньская.